# Chactas (peuple)
Pour les articles homonymes, voir Choctaw.
Les Chactas, ou Choctaws, sont une nation autochtone originaire de la plaine du Golfe (Mississippi, Alabama, Oklahoma et Louisiane). Leur nom historique lors de la colonisation française est Chactas, Tchaktas ou Tchactas. L'appellation Chattas est moins usitée. La variante Choctaws vient de l'anglais.

## Historique
D'après l'historienne Patricia Galloway, les Chactas n'existaient pas en tant que peuple unifié avant le XVIIe siècle. C'est à cette période que différents peuples issus de la civilisation du Mississippi se sont regroupés pour former le peuple Chacta. 
Le premier contact direct attesté entre les Chactas et un Européen a eu lieu avec le Français Pierre Le Moyne d'Iberville en 1699. Des contacts s'étaient sans aucun doute produits auparavant, au moins indirectement, entre les Chactas et les colons du Royaume de Grande-Bretagne par l'intermédiaire d'autres tribus dont les Creeks. Le commerce illégal de fourrure a pu favoriser ces contacts officieux.

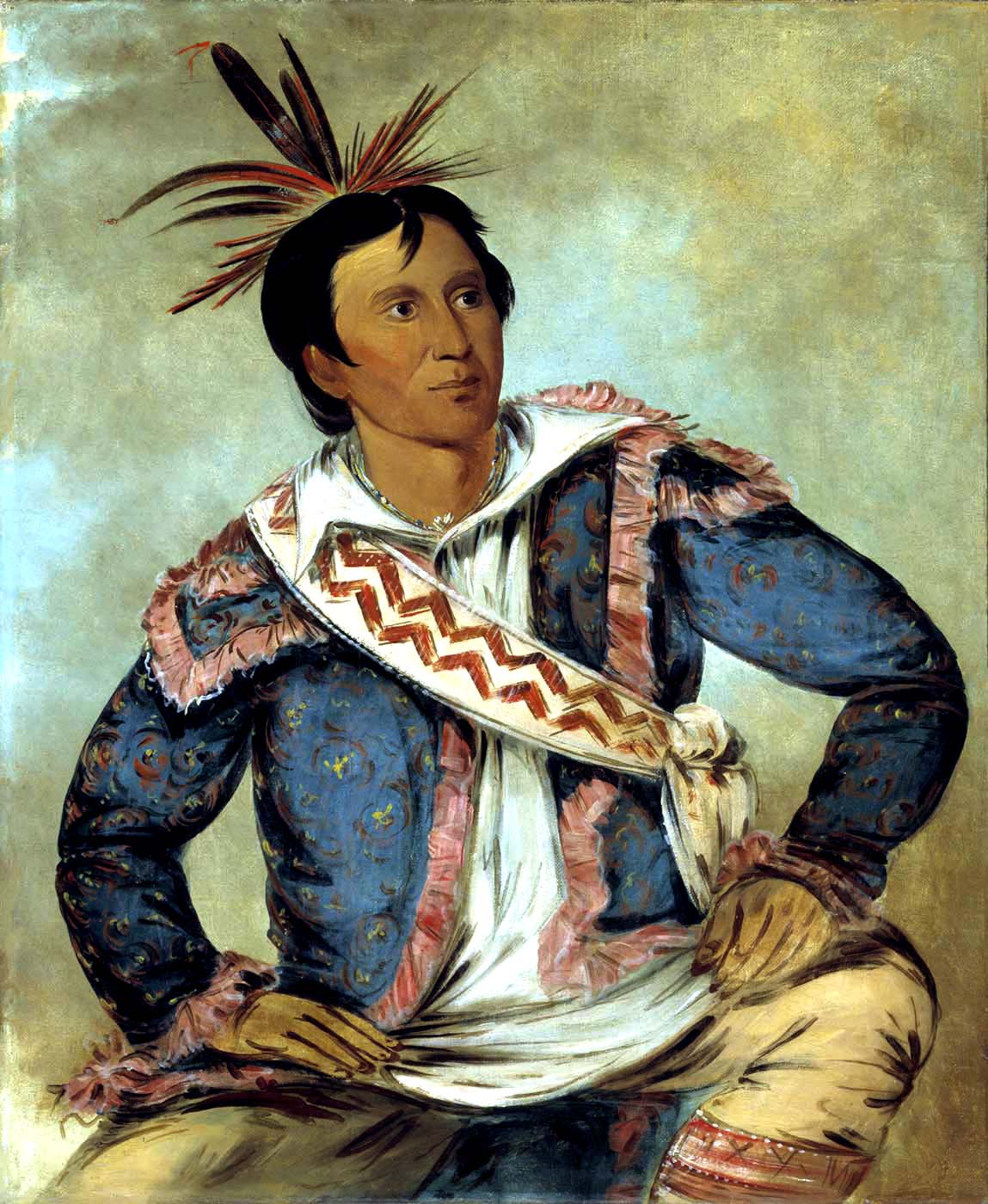
Le chef chacta Peter Pitchlynn, peint en 1834, par George Catlin.

Pendant la guerre d'indépendance des États-Unis, les Chactas ont hésité entre un soutien à la Grande-Bretagne et à l'Espagne (qui a déclaré la guerre à la Grande-Bretagne en 1779) mais la majorité des Chactas a soutenu la Grande-Bretagne. Durant la guerre de 1812, sous la conduite de leur chef Pushmataha qui fut alors nommé lieutenant-colonel, ils se sont ralliés à la cause des États-Unis contre l'empire britannique.
Quelques éclaireurs chactas ont servi avec le général de l'Armée américaine Anthony Wayne lors de la guerre amérindienne du Nord-Ouest.
Au XIXe siècle, les Chactas étaient considérés comme l'une des « Cinq nations civilisées », ainsi dénommées car elles avaient intégré un certain nombre de pratiques culturelles et technologiques des Européens.

Durant l'épisode de la Piste des Larmes, environ 15 000 Chactas firent l'objet d'une politique d'expulsion forcée entre 1831 et 1833 du Mississippi vers l’Oklahoma, tandis que leurs terres étaient remises à des colons européens, en application de l’Indian Removal Act. Environ 2 500 Chactas moururent durant le trajet. À Memphis, Alexis de Tocqueville fut témoin de l'exil des Chactas :
« Les Indiens menaient avec eux leurs familles ; ils traînaient à leur suite des blessés, des malades, des enfants qui venaient de naître, et des vieillards qui allaient mourir. Ils n'avaient ni tentes ni chariots, mais seulement quelques provisions et des armes. Je les vis s'embarquer pour traverser le grand fleuve, et ce spectacle solennel ne sortira jamais de ma mémoire. On n'entendait parmi cette foule assemblée ni sanglots ni plaintes ; ils se taisaient. Leurs malheurs étaient anciens et ils les sentaient irrémédiables. »
L'article 14 du Traité de Dancing Rabbit Creek (1830) permit aux Chactas qui le souhaitaient de rester dans l'état du Mississippi.
Pendant la guerre de Sécession, les Chactas ont combattu du côté des États confédérés d'Amérique.
Les Chactas sont célèbres pour la grande générosité qu'ils ont manifestée en fournissant des vivres pendant la famine irlandaise.

## Traités

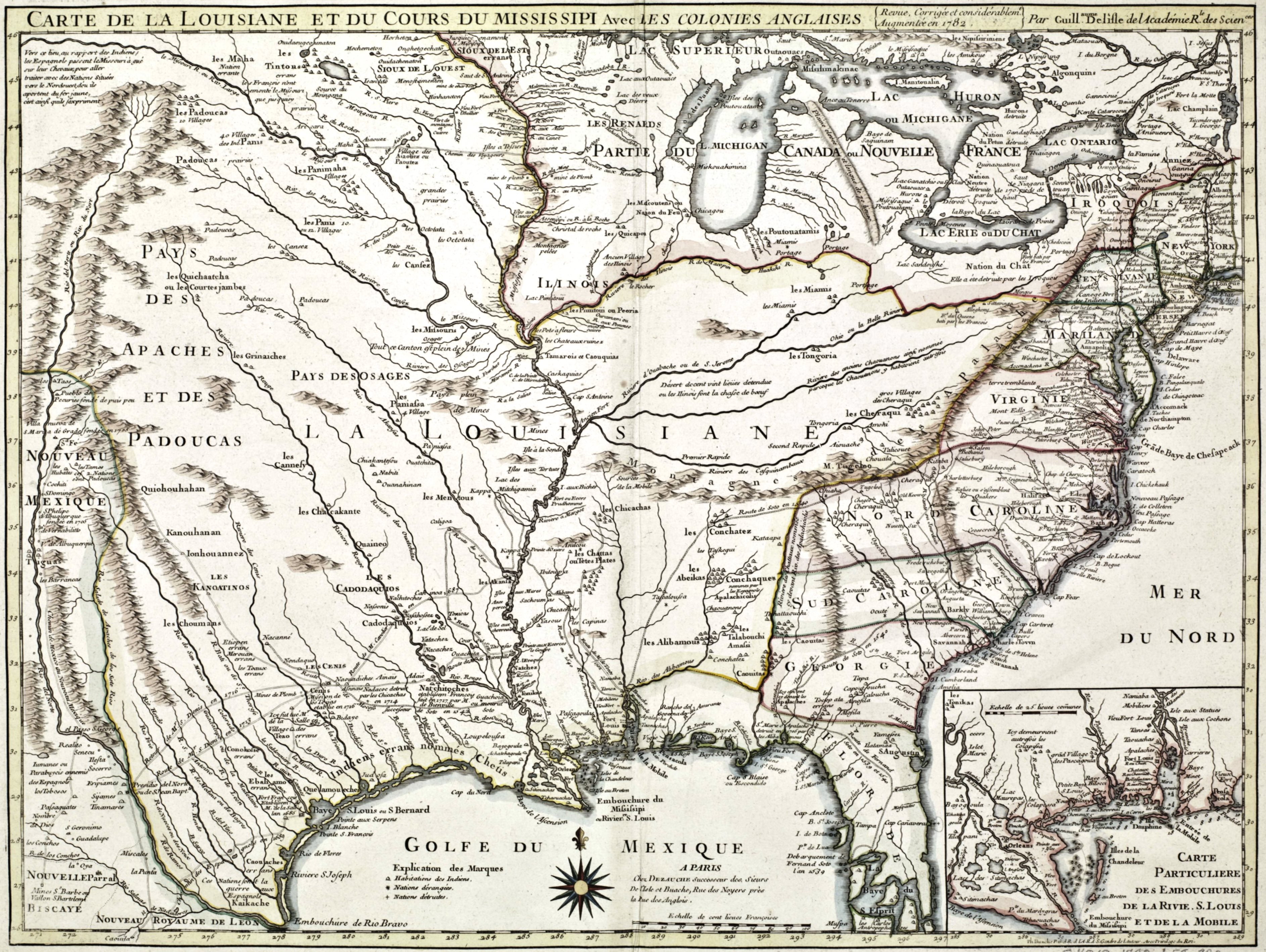
Carte de la Louisiane et du cours du Mississippi, avec les colonies anglaises, réalisée en 1782. On peut y voir le territoire des Chactas (Chattas).

Bien que de nombreux traités aient été signés avec d'autres nations européennes, seulement neuf l'ont été entre les Chactas et les États-Unis entre 1786 et 1830.
- Traité d'Hopewell (en) : 3 janvier 1786
- Traité de Fort Adams (en) : 17 décembre 1801
- Traité de Fort Confederation (en) : 17 octobre 1802
- Traité d'Hoe Buckintoopa (en) : 31 août 1803
- Traité de Mount Dexter (en) : 16 novembre 1805
- Traité de Fort St. Stephens : 24 octobre 1816
- Traité de Doak's Stand : 18 octobre 1820
- Traité de Washington City (en) : 20 janvier 1825
- Traité de Dancing Rabbit Creek : 15-27 septembre 1830

Le dernier traité, le plus significatif, est le traité de Dancing Rabbit Creek (1830) qui marque la fin de la souveraineté des Chactas sur leurs terres. L'article 14 a cependant permis à quelques Chactas de demeurer dans l'État du Mississippi :
Article. XIV. Tout chef de famille Chactas qui souhaite rester et devenir un citoyen des États sera autorisé à le faire s'il signifie son intention à l'Agent dans un délai de 6 mois à partir de la ratification de ce traité. Une section de 640 acres de terres lui sera alors réservée... cette quantité sera augmentée d'une moitié pour chaque enfant non marié de plus de 10 ans qui vit avec lui et d'un quart pour chaque enfant de moins de 10 ans. S'ils résident sur lesdites terres pendant cinq années après la ratification de ce Traité, et confirment leur souhait de devenir citoyen des États-Unis, alors une concession leur sera octroyée...

## Aide pendant la famine irlandaise
En 1847, au milieu de la période de la famine irlandaise, un groupe de Chactas a rassemblé 170 dollars et les a envoyés en Irlande pour aider les hommes, les femmes et les enfants irlandais qui mouraient de faim.
« Juste 16 ans auparavant, le peuple chacta avait éprouvé « la Piste des larmes » (épisode d'exode forcé) et avait lui-même fait face à la famine. C'était un geste extraordinaire. Cette somme pourrait représenter aujourd'hui un million de dollars. », selon Judy Allen, rédactrice au journal de la Nation Chacta d'Oklahoma, Bishinik de Durant. Pour marquer le 150e anniversaire de ce geste de solidarité, huit Irlandais ont refait le parcours de cet exode forcé.

## Langage codé
Pendant la Première Guerre mondiale, l'armée américaine utilise des Chactas pour ses communications cryptées, ils sont plus rapides que les machines à coder. La méthode est reprise pendant la Seconde Guerre mondiale, un groupe de Chactas enrôlé dans l'armée utilisait leur langage comme un code. Ils servaient d'éclaireurs pour des Indiens de diverses nations, plus particulièrement des Indiens Navajos, qui étaient opérateurs radio ou chiffreurs de messages codés. Cela a fait gagner de nombreuses batailles.
De cette histoire est née le film Windtalkers : Les Messagers du vent avec Nicolas Cage.

## Prénoms chactas
Les Chactas ont donné des prénoms qui prennent souvent ancrage dans la nature qui les entoure, dans les forces surnaturelles qu'ils perçoivent, dans les qualités des personnes, ou bien dans d'autres évènements de la vie, souvent liés à la naissance. Tout comme l'ensemble des peuples nord-amérindiens dont l'étymologie des prénoms amérindiens est similaire.
- Poloma : prénom féminin qui signifie « arc ».
- Coahoma : prénom féminin qui signifie « panthère rouge ».
- Nashoba : prénom masculin qui signifie « loup ».

## Personnes célèbres
- Czarina Conlan, archiviste et militante féministe
- Joy Villa, chanteuse